# Conseil constitutionnel (Frankreich)
Der Conseil constitutionnel (französisch ‚Verfassungsrat‘) ist das französische Verfassungsgericht.

## Kompetenzen

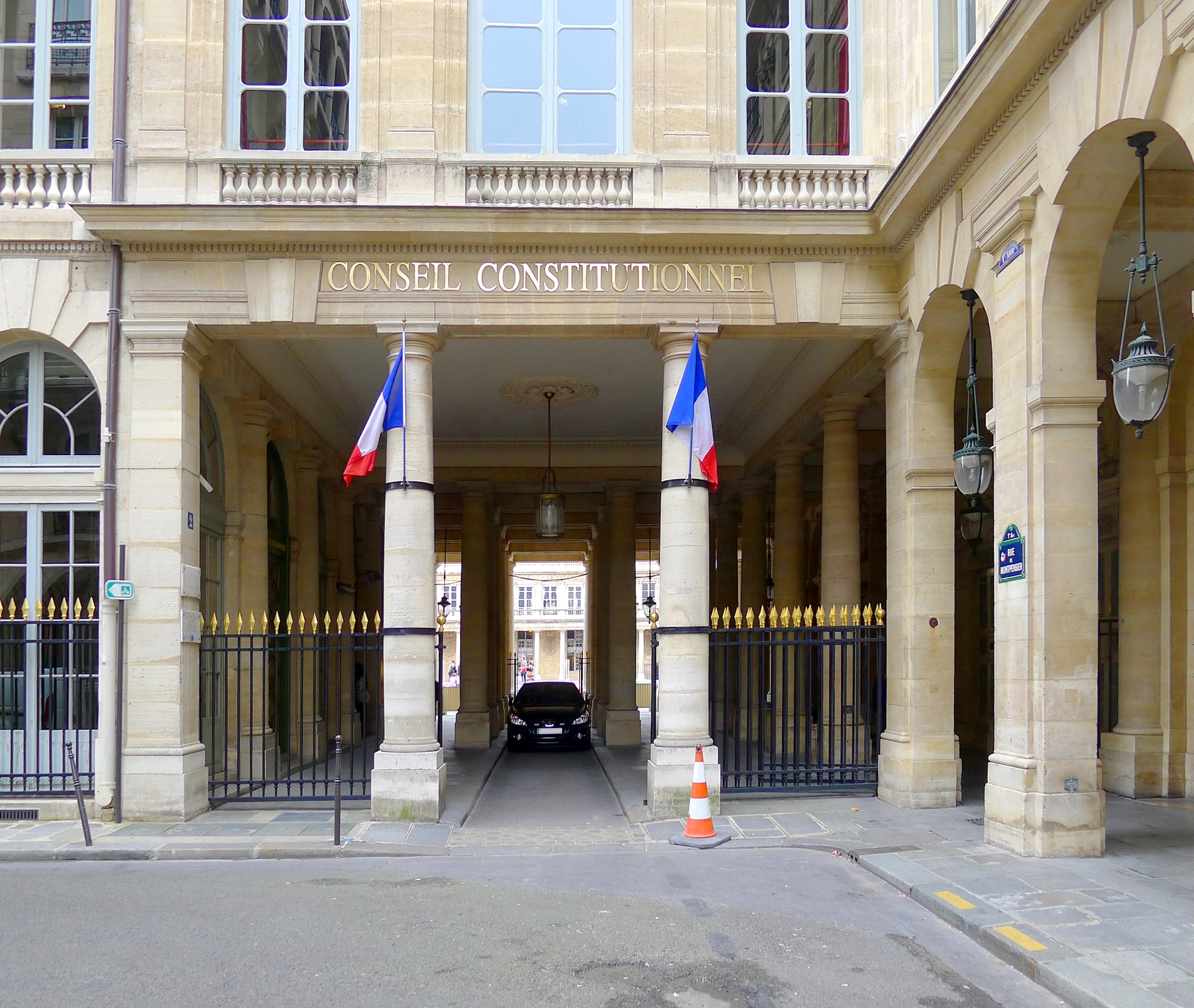
Eingang zum Verfassungsgericht

Der Conseil constitutionnel (CC) entscheidet über die Verfassungsmäßigkeit von Gesetzen, der Präsidentschafts- und Parlamentswahlen sowie von Referenden. Im Unterschied zum deutschen Bundesverfassungsgericht kannte er bis 2010 weder Verfassungsbeschwerde noch konkrete Normenkontrolle. Vor dem Inkrafttreten der Verfassungsreform von 2008 konnte ein Gesetz im Unterschied zu Deutschland nur überprüft werden, bevor es ausgefertigt wurde (abstrakte Normenkontrolle a priori, auch abstrakte Präventivkontrolle).
Zum Beispiel prüfte der CC im Jahr 1981 das Verstaatlichungsgesetz des damals neuen Staatspräsidenten François Mitterrand (und billigte es am 11. Februar 1982). Die Überprüfung vor der Veröffentlichung des Gesetzes ist obligatorisch für Gesetze, die die Verfassung konkretisieren (Organgesetze), und für die Geschäftsordnungen der Parlamentskammern. Alle anderen Rechtsnormen (einfache Gesetze, völkerrechtliche Verträge, Verordnungen) werden nur auf Antrag überprüft. Antragsberechtigt sind der Staatspräsident, der Premierminister, der Präsident der Nationalversammlung, der Präsident des Senats und seit 1974 auch 60 Abgeordnete oder 60 Senatoren.
Die Reform von 2008 ermöglicht es den zwei obersten Gerichtshöfen, im Rahmen einer Rechtsbeschwerde (Cassation) dem Rat eine Vorfrage (question préjudicielle) vorzulegen, um die Verfassungsmäßigkeit zu prüfen (wie bei dem Europäischen Gerichtshof im Rahmen der Vorabentscheidungsverfahren).
Üblicherweise ist auch die Aufgabe der jeweiligen Verfassungsgerichte der Staaten, die Vereinbarkeit der nationalen Gesetze mit dem Völkerrecht zu kontrollieren, was der Conseil constitutionnel jedoch mehrfach abgelehnt hatte. In der Entscheidung Nicolo vom 20. Oktober 1989 hat sich der Conseil d’État dafür zuständig erklärt. In Frankreich gab es bis zur Entscheidung Nicolo keinen Rechtsweg gegen völkerrechtswidrige Gesetze.

## Zusammensetzung
Der Conseil constitutionnel besteht aus neun Richtern. Sie werden alle drei Jahre zu einem Drittel vom Staatspräsidenten, dem Präsidenten der Nationalversammlung und dem Präsidenten des Senats ernannt. Weder müssen die Mitglieder dabei eine bestimmte Altersgrenze überschritten haben, noch wird eine berufliche Qualifikation für die Inhaberschaft dieses Amtes vorausgesetzt. Eine Wiederernennung ist unzulässig.
Die ehemaligen Staatspräsidenten sind Mitglieder auf Lebenszeit. Üben sie ein mit der Position unvereinbares Amt aus, ruht die Mitgliedschaft. Ein solches ist mit Blick auf die ehemaligen Staatspräsidenten insbesondere jedes Wahlamt, was z. B. Valéry Giscard d’Estaing von 1984 bis 2004 vom Conseil ausschloss, da er in dieser Zeit Abgeordneter und Regionalratspräsident war. Daneben ist es üblich, dass ehemalige Staatspräsidenten auch aus anderen Gründen das Ruhen ihrer Mitgliedschaft erklären können. Sie können von der Mitgliedschaft aber nicht zurücktreten.
Der Staatspräsident ernennt den Präsidenten des Verfassungsrates. Er kann dabei sowohl ein ernanntes Mitglied als auch einen ehemaligen Staatspräsidenten auswählen.
Scheidet ein Mitglied vorzeitig aus, wird ein neues Mitglied ernannt. Dessen Amtszeit entspricht der noch verbleibenden Amtszeit des ausgeschiedenen Mitglieds. Ernannt wird das Ersatzmitglied vom aktuellen Inhaber des Amtes, bei dem das Vorschlagsrecht für das ausgeschiedene Mitglied lag. War die verbleibende Amtszeit kürzer als drei Jahre, dürfen diese Mitglieder erneut, dann für eine reguläre Amtszeit von 9 Jahren, ernannt werden.
Mitglieder des Verfassungsrates dürfen keine öffentliche Funktion und keine sonstige Berufstätigkeit ausüben; die Tätigkeit als Anwalt ist nochmals ausdrücklich ausgeschlossen. Sie dürfen weder der Regierung noch dem beratenden Rat für Wirtschaft, Soziales und Umwelt angehören, ebenso ist jedes Wahlmandat oder die Funktion als Défenseur des droits unzulässig. Treten ernannte Mitglieder des Verfassungsrates eine solche Funktion an, scheiden sie automatisch aus dem Verfassungsrat aus, bei geborenen Mitgliedern ruht dann die Mitgliedschaft.

## Aktuelle Mitglieder
| Name                 | Leben | Amtszeit  | Nominiert von                     | Name             | Besonderheiten                                                              |
| -------------------- | ----- | --------- | --------------------------------- | ---------------- | --------------------------------------------------------------------------- |
| Richard Ferrand      | 1962– | 2025–2034 | Staatspräsident                   | Emmanuel Macron  | Präsident seit 2025                                                         |
| Nicolas Sarkozy      | 1955– | 2012–     |                                   |                  | ehemaliger Staatspräsident nimmt seit 2013 nicht mehr an den Sitzungen teil |
| François Hollande    | 1954– | 2017–     |                                   |                  | ehemaliger Staatspräsident nimmt nicht an den Sitzungen teil                |
| Alain Juppé          | 1945– | 2019–2028 | Präsident der Nationalversammlung | Richard Ferrand  |                                                                             |
| Jacques Mézard       | 1947– | 2019–2028 | Staatspräsident                   | Emmanuel Macron  |                                                                             |
| François Pillet      | 1950– | 2019–2028 | Senatspräsident                   | Gérard Larcher   |                                                                             |
| Jacqueline Gourault  | 1950– | 2022–2031 | Staatspräsident                   | Emmanuel Macron  |                                                                             |
| François Seners      | 1958– | 2022–2031 | Senatspräsident                   | Gérard Larcher   |                                                                             |
| Véronique Malbec     | 1958– | 2022–2031 | Präsident der Nationalversammlung | Richard Ferrand  |                                                                             |
| Philippe Bas         | 1958– | 2025–2034 | Senatspräsident                   | Gérard Larcher   |                                                                             |
| Laurence Vichnievsky | 1955– | 2025–2034 | Präsident der Nationalversammlung | Yaël Braun-Pivet |                                                                             |

## Ehemalige Mitglieder
| Name                          | Leben     | Amtszeit  | Nominiert von                     | Name                     | Besonderheiten                                                           |
| ----------------------------- | --------- | --------- | --------------------------------- | ------------------------ | ------------------------------------------------------------------------ |
| Vincent Auriol                | 1884–1966 | 1958–1966 |                                   |                          | ehemaliger Staatspräsident                                               |
| René Coty                     | 1882–1962 | 1958–1962 |                                   |                          | ehemaliger Staatspräsident                                               |
| Maurice Patin                 | 1895–1962 | 1959–1962 | Staatspräsident                   | Charles de Gaulle        |                                                                          |
| Maurice Delépine              | 1883–1960 | 1959–1960 | Senatspräsident                   | Gaston Monnerville       |                                                                          |
| Victor Chatenay               | 1886–1985 | 1959–1962 | Präsident der Nationalversammlung | Jacques Chaban-Delmas    |                                                                          |
| Léon Noël                     | 1888–1987 | 1959–1965 | Staatspräsident                   | Charles de Gaulle        | Präsident 1959–1965                                                      |
| Charles Le Coq de Kerland     | 1887–1978 | 1959–1965 | Senatspräsident                   | Gaston Monnerville       |                                                                          |
| Louis Pasteur Vallery-Radot   | 1886–1970 | 1959–1965 | Präsident der Nationalversammlung | Jacques Chaban-Delmas    |                                                                          |
| Georges Pompidou              | 1911–1974 | 1959–1962 | Staatspräsident                   | Charles de Gaulle        |                                                                          |
| Jean Gilbert-Jules            | 1903–1984 | 1959–1968 | Senatspräsident                   | Gaston Monnerville       |                                                                          |
| Jean Michard-Pellissier       | 1909–1976 | 1959–1968 | Präsident der Nationalversammlung | Jacques Chaban-Delmas    |                                                                          |
| René Cassin                   | 1887–1976 | 1960–1971 | Senatspräsident                   | Gaston Monnerville       |                                                                          |
| Marcel Waline                 | 1900–1982 | 1962–1971 | Staatspräsident                   | Charles de Gaulle        |                                                                          |
| Edmond Michelet               | 1899–1970 | 1962–1967 | Präsident der Nationalversammlung | Jacques Chaban-Delmas    |                                                                          |
| Bernard Chenot                | 1909–1995 | 1962–1964 | Staatspräsident                   | Charles de Gaulle        |                                                                          |
| André Deschamps               | 1895–1968 | 1964–1968 | Staatspräsident                   | Charles de Gaulle        |                                                                          |
| Gaston Palewski               | 1901–1984 | 1965–1974 | Staatspräsident                   | Charles de Gaulle        | Präsident 1965–1974                                                      |
| François Luchaire             | 1919–2009 | 1965–1974 | Senatspräsident                   | Gaston Monnerville       |                                                                          |
| Henri Monnet                  | 1896–1983 | 1965–1974 | Präsident der Nationalversammlung | Jacques Chaban-Delmas    |                                                                          |
| Jules Antonini                | 1903–1987 | 1967–1971 | Präsident der Nationalversammlung | Jacques Chaban-Delmas    |                                                                          |
| Jean Sainteny                 | 1907–1978 | 1968–1977 | Staatspräsident                   | Charles de Gaulle        |                                                                          |
| Georges-Léon Dubois           | 1909–2003 | 1968–1977 | Senatspräsident                   | Gaston Monnerville       |                                                                          |
| Pierre Chatenet               | 1917–1997 | 1968–1977 | Präsident der Nationalversammlung | Jacques Chaban-Delmas    |                                                                          |
| Charles de Gaulle             | 1890–1970 | 1969–1970 |                                   |                          | ehemaliger Staatspräsident                                               |
| François Goguel               | 1909–1999 | 1971–1980 | Staatspräsident                   | Georges Pompidou         |                                                                          |
| Paul Coste-Floret             | 1911–1979 | 1971–1979 | Senatspräsident                   | Alain Poher              |                                                                          |
| Henri Rey                     | 1903–1977 | 1971–1977 | Präsident der Nationalversammlung | Achille Peretti          |                                                                          |
| Roger Frey                    | 1913–1997 | 1974–1983 | Staatspräsident                   | Georges Pompidou         | Präsident 1974–1983                                                      |
| Gaston Monnerville            | 1897–1991 | 1974–1983 | Senatspräsident                   | Alain Poher              |                                                                          |
| René Brouillet                | 1909–1992 | 1974–1983 | Präsident der Nationalversammlung | Edgar Faure              |                                                                          |
| André Ségalat                 | 1910–1986 | 1977–1986 | Staatspräsident                   | Valéry Giscard d’Estaing |                                                                          |
| Louis Gros                    | 1902–1984 | 1977–1984 | Senatspräsident                   | Alain Poher              |                                                                          |
| Achille Peretti               | 1911–1983 | 1977–1983 | Präsident der Nationalversammlung | Edgar Faure              |                                                                          |
| Louis Joxe                    | 1901–1991 | 1977–1989 | Präsident der Nationalversammlung | Edgar Faure              |                                                                          |
| Robert Lecourt                | 1908–2004 | 1979–1989 | Senatspräsident                   | Alain Poher              |                                                                          |
| Georges Vedel                 | 1910–2002 | 1980–1989 | Staatspräsident                   | Valéry Giscard d’Estaing |                                                                          |
| Valéry Giscard d’Estaing      | 1926–2020 | 1981–2020 |                                   |                          | ehemaliger Staatspräsident                                               |
| Daniel Mayer                  | 1909–1996 | 1983–1992 | Staatspräsident                   | François Mitterrand      | Präsident 1983–1986                                                      |
| Léon Jozeau-Marigné           | 1909–2003 | 1983–1992 | Senatspräsident                   | Alain Poher              |                                                                          |
| Pierre Marcilhacy             | 1910–1987 | 1983–1987 | Präsident der Nationalversammlung | Louis Mermaz             |                                                                          |
| Paul Legatte                  | 1916–2002 | 1983–1986 | Präsident der Nationalversammlung | Louis Mermaz             |                                                                          |
| Maurice-René Simonnet         | 1919–1988 | 1984–1988 | Senatspräsident                   | Alain Poher              |                                                                          |
| Robert Badinter               | 1928–2024 | 1986–1995 | Staatspräsident                   | François Mitterrand      | Präsident 1986–1995                                                      |
| Robert Fabre                  | 1915–2006 | 1986–1995 | Präsident der Nationalversammlung | Louis Mermaz             |                                                                          |
| Francis Mollet-Viéville       | 1918–2008 | 1987–1992 | Präsident der Nationalversammlung | Jacques Chaban-Delmas    |                                                                          |
| Jacques Latscha               | 1927–2005 | 1988–1995 | Senatspräsident                   | Alain Poher              |                                                                          |
| Maurice Faure                 | 1922–2014 | 1989–1998 | Staatspräsident                   | François Mitterrand      |                                                                          |
| Jean Cabannes                 | 1925–2020 | 1989–1998 | Senatspräsident                   | Alain Poher              |                                                                          |
| Jacques Robert                | 1928–     | 1989–1998 | Präsident der Nationalversammlung | Laurent Fabius           |                                                                          |
| Georges Abadie                | 1924–2017 | 1992–2001 | Staatspräsident                   | François Mitterrand      |                                                                          |
| Marcel Rudloff                | 1923–1996 | 1992–1996 | Senatspräsident                   | Alain Poher              |                                                                          |
| Noëlle Lenoir                 | 1948–     | 1992–2001 | Präsident der Nationalversammlung | Henri Emmanuelli         |                                                                          |
| Roland Dumas                  | 1922–2024 | 1995–2000 | Staatspräsident                   | François Mitterrand      | Präsident 1995–2000                                                      |
| Étienne Dailly                | 1918–1996 | 1995–1996 | Senatspräsident                   | René Monory              |                                                                          |
| Michel Ameller                | 1926–2022 | 1995–2004 | Präsident der Nationalversammlung | Philippe Séguin          |                                                                          |
| François Mitterrand           | 1916–1996 | 1995–1996 |                                   |                          | ehemaliger Staatspräsident                                               |
| Alain Lancelot                | 1937–2020 | 1996–2001 | Senatspräsident                   | René Monory              |                                                                          |
| Yves Guéna                    | 1922–2016 | 1997–2004 | Senatspräsident                   | René Monory              | Präsident 2000–2004                                                      |
| Pierre Mazeaud                | 1929–     | 1998–2007 | Staatspräsident                   | Jacques Chirac           | Präsident 2004–2007                                                      |
| Simone Veil                   | 1927–2017 | 1998–2007 | Senatspräsident                   | René Monory              |                                                                          |
| Jean-Claude Colliard          | 1946–2014 | 1998–2007 | Präsident der Nationalversammlung | Laurent Fabius           |                                                                          |
| Monique Pelletier             | 1926–     | 2000–2004 | Staatspräsident                   | Jacques Chirac           |                                                                          |
| Olivier Dutheillet de Lamothe | 1949–     | 2001–2010 | Staatspräsident                   | Jacques Chirac           |                                                                          |
| Dominique Schnapper           | 1934–     | 2001–2010 | Senatspräsident                   | Christian Poncelet       |                                                                          |
| Pierre Joxe                   | 1934–     | 2001–2010 | Präsident der Nationalversammlung | Raymond Forni            |                                                                          |
| Pierre Steinmetz              | 1943–     | 2004–2013 | Staatspräsident                   | Jacques Chirac           |                                                                          |
| Jacqueline de Guillenchmidt   | 1943–     | 2004–2013 | Senatspräsident                   | Christian Poncelet       |                                                                          |
| Jean-Louis Pezant             | 1938–2010 | 2004–2010 | Präsident der Nationalversammlung | Jean-Louis Debré         |                                                                          |
| Jean-Louis Debré              | 1944–2025 | 2007–2016 | Staatspräsident                   | Jacques Chirac           | Präsident 2007–2016                                                      |
| Jacques Chirac                | 1932–2019 | 2007–2019 |                                   |                          | ehemaliger Staatspräsident nahm ab 2011 nicht mehr an den Sitzungen teil |
| Renaud Denoix de Saint Marc   | 1938–     | 2007–2016 | Senatspräsident                   | Christian Poncelet       |                                                                          |
| Guy Canivet                   | 1943–     | 2007–2016 | Präsident der Nationalversammlung | Jean-Louis Debré         |                                                                          |
| Jacques Barrot                | 1937–2014 | 2010–2014 | Präsident der Nationalversammlung | Bernard Accoyer          |                                                                          |
| Michel Charasse               | 1941–2020 | 2010–2019 | Staatspräsident                   | Nicolas Sarkozy          |                                                                          |
| Hubert Haenel                 | 1942–2015 | 2010–2015 | Senatspräsident                   | Gérard Larcher           |                                                                          |
| Claire Bazy-Malaurie          | 1949–     | 2010–2022 | Präsident der Nationalversammlung | Bernard Accoyer          |                                                                          |
| Nicole Belloubet              | 1955–     | 2013–2017 | Senatspräsident                   | Jean-Pierre Bel          |                                                                          |
| Nicole Maestracci             | 1951–2022 | 2013–2022 | Staatspräsident                   | François Hollande        |                                                                          |
| Lionel Jospin                 | 1937–     | 2014–2019 | Präsident der Nationalversammlung | Claude Bartolone         |                                                                          |
| Jean-Jacques Hyest            | 1943–     | 2015–2019 | Senatspräsident                   | Gérard Larcher           |                                                                          |
| Dominique Lottin              | 1958–     | 2017–2022 | Senatspräsident                   | Gérard Larcher           |                                                                          |
| Laurent Fabius                | 1946–     | 2016–2025 | Staatspräsident                   | François Hollande        | Präsident 2016–2025                                                      |
| Michel Pinault                | 1947–     | 2016–2025 | Senatspräsident                   | Gérard Larcher           |                                                                          |
| Corinne Luqiens               | 1952–     | 2016–2025 | Präsident der Nationalversammlung | Claude Bartolone         |                                                                          |